# Mike Thackwell
Mike Thackwell, né le 30 mars 1961 à Papakura (Nouvelle-Zélande), est un pilote automobile ayant été actif essentiellement durant les années 1980. Il a longtemps détenu le record du plus jeune pilote à s'être qualifié pour un Grand Prix de Formule 1, record aujourd'hui détenu par Max Verstappen.

## Biographie
Mike Thackwell né dans une famille dont le père, Ray Thackwell,, est un pilote automobile de speedway. Dès l'âge de neuf ans, Mike participe à des événements de motocross et passe au karting en remportant le championnat d'Australie occidentale à 14 ans, puis remporte le Hong Kong Kart Grand Prix en 1975 et 1976,.
Révélé par ses performances dans le championnat britannique de Formule 3 en 1979, Thackwell accède au championnat d'Europe de Formule 2 en 1980. En fin d'année, à l'occasion du Grand Prix des Pays-Bas, il est appelé par l'équipe Arrows pour remplacer Jochen Mass indisponible. Thackwell ne parvient pas à se qualifier mais ses efforts n'échappent pas à Ken Tyrrell qui engage pour lui une troisième Tyrrell au Grand Prix du Canada puis au Grand Prix des États-Unis. Au Canada, le jeune néo-zélandais parvient à se qualifier mais est victime au départ d'un carambolage général qui contraint les organisateurs à stopper l'épreuve. L'unique voiture de réserve étant confiée à son coéquipier Derek Daly également impliqué dans l'accident, Thackwell est contraint de déclarer forfait pour le second départ. Lors de l'épreuve suivante aux États-Unis, il ne parvient pas à se qualifier.
En 1981, n'étant pas parvenu à trouver un volant en Formule 1, il retourne en championnat d'Europe de Formule 2 qu'il remporte en 1984. Cette même année, il effectue des brèves apparitions en CART ainsi que son retour en Formule 1, chez RAM Racing, au Grand Prix du Canada où il se qualifie mais abandonne sur casse moteur, puis en Allemagne (non-qualifié sur Tyrrell). Ces performances sont insuffisantes pour trouver un volant à temps complet en Formule 1 et l'obligent à rester en Formule 2 (qui devient Formule 3000 à partir de 1985). Sa carrière ne décollant pas, il abandonne la compétition à l'issue de la saison 1988, à l'âge de 27 ans.

## Précocité
Mike Thackwell fut souvent cité comme le plus jeune pilote à avoir participé à un GP de Formule 1. Au départ du GP du Canada 1980, il n'était en effet âgé que de 19 ans, 5 mois et 29 jours. Cependant, la course a été arrêtée après le premier départ et un deuxième départ a été donné, auquel Thackwell n'a pas pris part. Certaines personnes considèrent dès lors que le premier départ est déclaré nul et non avenu ; les pilotes dans le cas de Thackwell étant considérés comme forfaits. Les statistiques officielles considèrent cependant Thackwell comme abandon et pas non-partant, ce qui lui donnait le titre de plus jeune pilote à avoir pris le départ d'un Grand Prix de Formule 1.

## Résultats en championnat du monde de Formule 1
| Saison | Écurie                                                  | Châssis | Moteur                            | Pneus            | GP disputés | Points inscrits | Classement |
| ------ | ------------------------------------------------------- | ------- | --------------------------------- | ---------------- | ----------- | --------------- | ---------- |
| 1980   | Warsteiner Arrows Racing Team Candy Tyrrell Team        | A3 010  | Cosworth V8                       | Goodyear         | 1           | 0               | n.c.       |
| 1984   | Skoal Bandit Formula 1 Team Tyrrell Racing Organisation | 02 012  | Hart 4 en ligne turbo Cosworth V8 | Pirelli Goodyear | 1           | 0               | n.c        |

## Palmarès
- Champion d'Europe de Formule 2 en 1984.